# Chesapeake City
La ville de Chesapeake City est située dans le comté de Cecil, dans l’État du Maryland, aux États-Unis. Le recensement de 2010 a indiqué une population de 673 habitants.

## Source
- (en) Cet article est partiellement ou en totalité issu de l’article de Wikipédia en anglais intitulé « Chesapeake City, Maryland » (voir la liste des auteurs).